# 218 (عدد)
218 هو عدد صحيح  طبيعي بين 217 و219

## في الرياضيات

### خصائص
- 218عدد زوجي
- 218عدد ناقص